# Scotopterygini
De Scotopterygini zijn een geslachtengroep van vlinders uit de familie van de spanners (Geometridae) en de onderfamilie Larentiinae.

## Geslacht
- Scotopteryx